# クライム映画
犯罪映画（はんざいえいが、英: crime film）は、犯罪を題材にした映画。

## 概要
最も広い意味では犯罪映画（Crime films）は、文学ジャンルとしての犯罪小説に影響を受け、それに類似した映画のジャンル。このジャンルの映画には一般的に犯罪とその摘発に関するさまざまな側面が含まれている。様式的には、このジャンルはドラマやギャング映画などさまざまなジャンルと重なったり組み合わさったりし、コメディも包含し、さらにミステリー映画、サスペンス、フィルム・ノワールなどの数多くのサブジャンルに分けられる。
脚本家で学者のエリック・R・ウィリアムズは自著の Screenwriters Taxonomy（『脚本家の分類』）の中で犯罪映画を、すべての劇映画を分類できると主張している11のスーパージャンルの1つと特定した。他の10のスーパージャンルとはアクション、ファンタジー、ホラー、ロマンス、SF、スライス・オブ・ライフ、スポーツ、スリラー、西部劇である。ウィリアムズはドラマを「映画タイプ」と呼ばれるより広いカテゴリー、ミステリーとサスペンスを「マクロジャンル」、そしてフィルム・ノワールを「脚本家の経路」と特定し、これらのカテゴリーは排他的なものではなく、それぞれ付け加えることができると説明している。『チャイナタウン』はドラマ（映画タイプ）犯罪映画（スーパージャンル）でありながら、ノワール（経路）ミステリー（マクロジャンル）でもある映画の例である。

## プロットの源泉
犯罪映画は実際の出来事をもとにしたり、戯曲や小説を翻案したものだったり、以前の映画のリメイクや翻案だったりする。オリジナルのプロットで完全にフィクションのものもある。例えば、1957年の映画『情婦』は、1933年に出版されたアガサ・クリスティーの短篇「検察側の証人」を基にした戯曲の翻案である。映画版は1982年にリメイクされ、ほかにも翻案されている。しかしながら、これらの表現形式にはそれぞれ独自の利点と制限があり、映画の場合は時間の制約がある。

## 

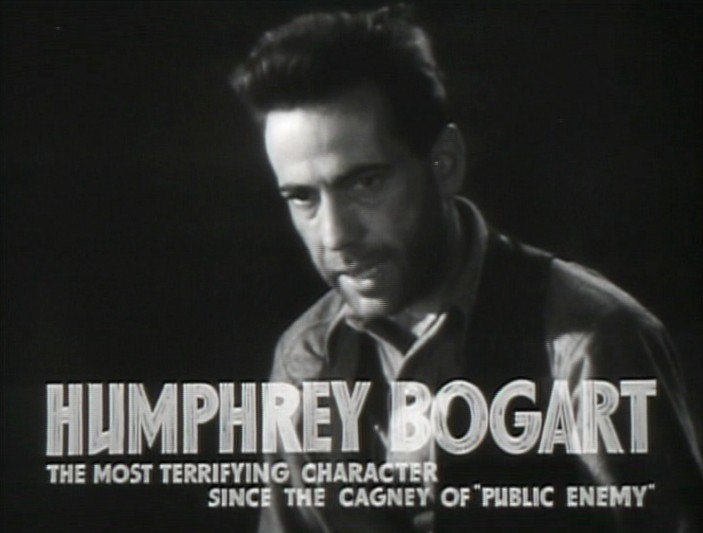
『化石の森』（1936年）でのハンフリー・ボガート

## サブジャンル

### クライムアクション
クライムアクション映画は、暴力に親和的な映画である。ジュール・セルボによれば、犯罪とアクションのジャンルは絡み合っており、「両方の映画は、他方との対等な立場がなければ人気のある形で存在することはできなかった。したがって、両方のジャンルは連携している」と述べている。例としては『ワイルド・スピード』シリーズが挙げられる。

### 犯罪コメディ
犯罪コメディ映画は、犯罪映画と犯罪映画の慣例を取りいれたコメディを合成したもので、ダークユーモアの側面が導入される場合もある。一般的にこれらの作品では頭の悪い犯罪者や、不手際に行われる連続犯罪が軽快な手法で描かれることを特徴としている。このジャンルは、犯罪スリラーの決まり文句と、コミックからの流用を組み合わせたもので、1990年代の独立系映画シーンで人気が再燃した。例としては、『カンフーハッスル』、『ウルフ・オブ・ウォールストリート』、『22ジャンプストリート』、『セブン・サイコパス』などが挙げられる。

### 犯罪ドラマ
犯罪ドラマは、犯罪者の道徳的ジレンマに焦点を当てた映画。これらの映画は一般に、暴力や銃撃シーンよりも犯罪の世界をより厳しく現実的に描写することに重点を置いているため、犯罪スリラーとは異なっている。ときとして、これらの映画は『ゴッドファーザー』や『グッドフェローズ』、『ワンス・アポン・ア・タイム・イン・アメリカ』などのように犯罪スリラーのような派手な要素から始まり、より瞑想的な物語へと発展してゆくことがある。

### 犯罪スリラー
犯罪スリラーは成功した犯罪と失敗した犯罪の両方のエキサイティングな要素に焦点を当てている。警察映画とはことなり、法執行よりも犯罪者やそのグループに焦点が当てられている。これらの映画は犯罪者の陰謀や精神病理に焦点を当てる傾向があり、暴力的で虚無的なものが多い。例としては The Killers、The Peacock、Av Mevsimi、『殺人の追憶』などが挙げられる。

### ダコイト映画
ダコイト映画はダコイティー（インドの武装盗賊団）を題材にしたインド映画のジャンル。このジャンルはメーブーブ・カーン監督の『女の半生』（1940年）と『インドの母』（1957年）が先駆けとなった。その他の例としては Gunga Jumna（1961年）、『炎』、『女盗賊プーラン』（1994年）などが挙げられる。

### ギャング映画
ギャング映画は理想的なアンチヒーローとして描かれるギャングの視点から物語を描く映画。ギャング映画は最も古い映画ジャンルの一つであり、その例としては『ピッグ横丁のならず者』、『復活 (1915年の映画)』、『暗黒街』、『犯罪王リコ』、『民衆の敵』、『暗黒街の顔役』にまで遡ることができる。第二次対戦後、これらの映画は『殺人地帯U・S・A』などの映画のようにますます暴力的で威嚇的なものとなった。この種の映画はアメリカ国外でも香港、日本、フランスでも製作された。

### 強盗映画
この映画は、窃盗や強盗を行おうとする犯罪者グループと、その後に起こりうる結末を扱っている。軽めのトーンの強盗映画はケイパー映画と呼ばれる。例としては『現金に体を張れ』、『オーシャンと十一人の仲間』、『狼たちの午後』、『レザボア・ドッグス』、『ザ・タウン』などが挙げられる。

### フッド映画
シンジケートに所属するアフリカ系アメリカ人のギャングの物語とは別に『ブラック・シーザー』などの映画ではイタリアのマフィアも大きく取り上げている。『黒いジャガー』などの1970年代のブラックスプロイテーション映画では、アフリカ系アメリカ人のギャングが勢いをまし、規制の白人犯罪組織を打ち破る物語がよく描かれている。20世紀の大部分において、アフリカ系アメリカ人は映画制作における役割を過小評価されていた。ジョン・シングトン、スパイク・リー、ヒューズ兄弟などの1990年代のアフリカ系アメリカ人のプロデューサーや監督たちがアフリカ系アメリカ人コミュニティにおける麻薬、ギャング文化、ギャングの暴力、人種差別、貧困などの物語を伝えながら、アメリカの都市のコミュニティにおける犯罪的なライフスタイルを探究し始めた。1990年代のこのジャンルの映画の例として『ボーイズ'ン・ザ・フッド』、『ポケットいっぱいの涙』、『ニュー・ジャック・シティ』などが挙げられる。

### ムンバイの裏社会
「ムンバイの裏社会」はインド映画の犯罪映画のジャンル。このジャンルはしばしばハジ・マスタンやダウード・イブラヒム、D-カンパニーといったムンバイの裏社会の実在のギャングからインスピレーションを得ている。このジャンルの先駆けはサリーム＝ジャーヴェードの Zanjeer（1973年）である。その他の例としては『ドン』フランチャイズ（1978年 – 2012年）、『ナヤカン/顔役』（1986年）、『サラーム・ボンベイ!（1988年）、『パリンダ』（1989年）、『サティヤ』（1998年）、Company（2002年）、『ブラック・フライデー』（2004年）、『スラムドッグ$ミリオネア』（2008年）、『ワンス・アポン・ア・タイム・イン・ムンバイ』（2010年）などが挙げられる。

### ポリス・プロシーデュラル
ポリス・プロシーデュラルは犯罪者の活動を捜査する警察に焦点を当てており、例としては『夜歩く男』、『夜の大捜査線』、『刑事マディガン』、『フレンチ・コネクション』などが挙げられる。

### 刑務所映画
刑務所映画は犯罪映画の一種であり、刑務所内の困難な生活環境に焦点を当てるとともに、時には受刑者が刑務所外の生活に適応する様子に焦点を当てることもある。

## 代表作品

### 詐欺・窃盗
- バウンド
- ワンダとダイヤと優しい奴ら
- めぐり逢ったが運のつき

### 誘拐
- キング・オブ・コメディ
- ミニミニ大作戦 (1969年の映画)
- ミニミニ大作戦 (2003年の映画)

### 麻薬犯罪
- 潜入者

### 銀行強盗
- 狼たちの午後
- バンク・ジョブ

### 殺人
- 殺し屋1
- 狼よさらば
- セブン
- アメリカン・サイコ

## 関連資料
- Criminology and Criminal Justice
- Cavender, Gray, and Nancy C. Jurik. "Risky business: Visual representations in corporate crime films." Routledge international handbook of visual criminology (2017): 215-228.

- Hughes, Howard. Crime Wave: The Filmgoers' Guide to the Great Crime Movies (2006) excerpt

- Kadleck, Colleen, and Alexander M. Holsinger. " 'Two Perspectives' on Teaching Crime Films." Journal of criminal justice education 29.2 (2018): 178-197.

- King, Neal, Rayanne Streeter, and Talitha Rose. "Cultural Studies Approaches to the Study of Crime in Film and on Television." Oxford Research Encyclopedia of Criminology and Criminal Justice (2016). online
- Leitch, Thomas M. Crime Films. (Cambridge UP, 2002), ISBN 978-0-521-64671-0

- Lenz, Timothy O. Changing Images of Law in Film and Television Crime Stories (Lang, 2003)
- Lichtenfeld, Eric. Action speaks louder: Violence, spectacle, and the American action movie (Wesleyan University Press, 2007).
- Mayer, Geoff. Historical dictionary of crime films (Scarecrow Press, 2012). online
- Rafter, Nicole. Shots in the Mirror: Crime Films and  Society, (2nd ed. Oxford UP, 2006), ISBN 978-0-19-517506-6 online
- Rafter, Nicole. "Crime, film and criminology: Recent sex-crime movies." Theoretical criminology 11.3 (2007): 403-420.
- Rafter, Nicole Hahn, and Michelle Brown. Criminology goes to the movies: Crime theory and popular culture (NYU Press, 2011).
- Ramaeker, Paul. "Realism, revisionism and visual style: The French Connection and the New Hollywood policier." New Review of Film and Television Studies 8.2 (2010): 144-163. online
- Simpson, Philip L. Psycho Paths: Tracking the Serial Killer  through Contemporary American Film and Fiction (University of Southern Illinois Press, 2000).

- Sorrento, Matthew. The New American Crime Film (2012) excerpt
- Spina, Ferdinando. "Crime Films". Oxford Research Encyclopedia of Criminology (Oxford University Press, 2017)

- Welsh, Andrew, Thomas Fleming, and Kenneth Dowler. "Constructing crime and justice on film: Meaning and message in cinema." Contemporary Justice Review 14.4 (2011): 457-476. online

### ヨーロッパ
- Baschiera, Stefano. "European Crime Cinema and the Auteur." European Review 29.5 (2021): 588-600.

- Chibnall, Steve, and Robert Murphy. British crime cinema (Routledge, 2005).
- Curti, Roberto. Italian Crime Filmography, 1968-1980 (McFarland, 2013).
- Davies, Ann. "Can the contemporary crime thriller be Spanish?" Studies in European Cinema 2.3 (2005). online
- Forshaw, Barry. British crime film: Subverting the social order (Springer, 2012).
- Forshaw, Barry. Euro Noir: The Pocket Essential Guide to European Crime Fiction, Film and TV (2014) excerpt
- Gerhards, Sascha. "Ironizing Identity: The German Crime Genre and the Edgar Wallace Production Trend of the 1960s." in Generic Histories of German Cinema: Genre and its Deviations (Camden House, 2013) pp: 133-155.
- Hansen, Kim Toft, Steven Peacock, and Sue Turnbull, eds. European television crime drama and beyond (Cham: Palgrave Macmillan, 2018).
- Marlow-Mann, Alex. "Strategies of Tension: Towards a Reinterpretation of Enzo G. Castellari's The Big Racket and the Italian Crime Film." in Popular Italian Cinema (2013) pp: 133-146.
- Peacock, Steven. Swedish crime fiction: Novel, film, television (Manchester University Press, 2015).
- Reisinger, Deborah Streifford. Crime and media in contemporary France (Purdue University Press, 2007).
- Toft Hansen, Kim, Steven Peacock, and Sue Turnbull. "Down these European mean streets: Contemporary issues in European television crime drama." in European television crime drama and beyond (2018) pp: 1-19. online

```
Wilson, David, and Sean O'Sullivan. 
Images of Incarceration: Representations of Prison in Film and Television
 (Waterside Press, 2004), British emphasis.
```